# Twister (film)
A Twister 1996-ban bemutatott amerikai katasztrófafilm, amelyet Michael Crichton és Anne-Marie Martin forgatókönyve alapján Jan de Bont rendezett. A film producerei Crichton, Kathleen Kennedy és Ian Bryce, a vezető producerek pedig Steven Spielberg, Walter Parkes, Laurie MacDonald és Gerald R. Molen. A főszerepben Helen Hunt, Bill Paxton, Jami Gertz és Cary Elwes látható.
Az Amerikai Egyesült Államokban 1996. május 10-én jelent meg.
Világszerte 495 millió dolláros bevételt termelt a pénztáraknál, ezáltal 1996 második legtöbb bevételt hozó filmje lett. A film megosztotta a kritikusokat, ugyanakkor több pozitív kritikát is kapott.

## Rövid történet
Pár viharvadász megpróbál elhelyezni egy tornádókutató készüléket Oklahoma államban a tornádókitörés idején.

## Szereplők
- Helen Hunt: Dr. Joanne "Jo" Harding (Spilák Klára)
  - Alexa Vega: fiatal Jo Thornton (Molnár Ilona)
- Bill Paxton: Dr. William "Bill/The Extreme" Harding (Dörner György)
- Jami Gertz: Dr. Melissa Reeves (Kocsis Judit)
- Cary Elwes: Dr. Jonas Miller (Kőszegi Ákos)
- Philip Seymour Hoffman: Dustin "Dusty" Davis (Háda János)
- Alan Ruck: Robert "Rabbit" Nurick (Forgács Péter)
- Sean Whalen: Allan Sanders (Dózsa Zoltán)
- Todd Field: Tim "Beltzer" Lewis (Csuja Imre)
- Wendle Josepher as Haynes (Kocsis Mariann)
- Jeremy Davies: Brian Laurence (Bozsó Péter)
- Joey Slotnick: Joey (Németh Gábor)
- Scott Thomson: Jason "Preacher" Rowe (Rosta Sándor)
- Lois Smith:Meg Greene (Pásztor Erzsi)
- Zach Grenier: Eddie
- Richard Lineback: Mr. Thornton (Áron László)
- Rusty Schwimmer: Mrs. Thornton (Zsurzs Kati)
- Abraham Benrubi: Bubba
- Patrick Fischler: Flanders
- Anthony Rapp: Tony
- Mark Bucci: nyomozó
- Jake Busey: technikus

## Fogadtatás
A film vegyes és pozitív kritikákat kapott. Sokan pozitívan értékelték a speciális effekteket. A Rotten Tomatoes oldalán 61%-ot ért el 66 kritika alapján, és 6 pontot szerzett a tízből. A Metacritic honlapján 68 pontot szerzett a százból, 17 kritika alapján.  A CinemaScore oldalán átlagos minősítést kapott.
Roger Ebert két és fél csillagot adott a filmre a négyből. Az Entertainment Weekly kritikusától, Lisa Schwarzbaum-tól átlagos értékelést kapott a film.